# 胡翰 (明朝)
胡翰（1307年—1381年），字仲申、號仲子，浙江金華人，明朝政治人物。
早年求学于吳師道、吳萊、許謙，善于文学，其文章与宋濂、王禕不相上下。朱元璋占领金华后，召見，授衢州府教授。洪武初年（1368年）修撰元史、后归乡。著有《仲子集》、《胡仲子集》、《長山先生集》、《春秋集義》、《信安集》等。